# Tertio Millennio Film Fest
Il Tertio Millennio Film Fest è un festival cinematografico che si tiene ogni anno a Roma. Il festival, organizzato dalla Fondazione Ente dello Spettacolo, con il contributo della Direzione Generale Cinema e audiovisivo del MiC e con il patrocinio del Dicastero per la Cultura e l’Educazione, del Dicastero per la Comunicazione della Santa Sede, dell’Ufficio Comunicazioni Sociali e dell’Ufficio nazionale per l’ecumenismo e il dialogo interreligioso (UNEDI) della CEI, promuove il cinema come luogo di dialogo interreligioso e interculturale, avvalendosi della collaborazione delle principali comunità religiose presenti in Italia: la Chiesa Valdese, l'UCEI, l'UCOII, la Coreis, l'Unione buddhista italiana e l'Unione induista italiana
Marina Sanna e Gianluca Arnone sono i direttori artistici del festival.
Dal 2017 il Tertio Millennio Film Fest è diventato un festival competitivo.

## Storia
Nato su impulso di Papa Giovanni Paolo II nel 1997, il festival indaga temi legati alla spiritualità e si propone come luogo di dialogo interreligioso e interculturale tra le comunità cattolica, protestante, ebraica, islamica, induista e buddhista.
Caratterizzato da un ricco palinsesto di proiezioni di pellicole provenienti da tutto il mondo, incontri con gli autori, convegni di studio e d’approfondimento, laboratori per giovani studenti, il festival si tiene ogni anno a Roma.
Dal 2017 tre riconoscimenti sono assegnati nell’ambito del festival: il Premio Tertio Millennio al miglior film del concorso assegnato della giuria interreligiosa, il premio al miglior film assegnato dal Sindacato Nazionale Critici Cinematografici Italiani e il premio assegnato dagli studenti dell'Università Salesiana di Roma.